# Grand Portage Chippewa
Grand Portage Chippewa (Gichi-onigamiing), naziv za jednu od brojnih bandi Chippewa Indijanaca koji su živjeli uz Grand Portage na sjeverenoj obali jezera Superior u sjeveroistočnoj Minnesoti. Spominju se u ugovoru La Pointe iz 1854.
Danas žive na rezervatu Grand Portage Indian Reservation, u njihovom jeziku Gichi-onigamiing u okrugu Cook, koji im je ugovorom iz 1854. i dodijeljen. Dio su šireg plemena Lake Superior Band of Chippewa. Glavno im je naselje Grand Portage.